# Grande fome do Monte Líbano
A Grande Fome do Monte Líbano (1915–1918) (em árabe: مجاعة جبل لبنان, romanizado: Majā'at Jabal Lubnān; em turco: Cebel-i Lübnan Kıtlığı), também conhecida como Kafno (em siríaco clássico: ܟܦܢܐ, romanizado: Kafno, lit. "Fome"), foi um período de fome em massa no Monte Líbano [en] durante a Primeira Guerra Mundial, resultando na morte de aproximadamente 200.000 pessoas.
Diversos fatores contribuíram para a fome no Monte Líbano, incluindo causas naturais e artificiais. As forças da tríplice entente (Grã-Bretanha e França) bloquearam o Mediterrâneo Oriental [en], assim como fizeram com o Império Alemão e o Império Austro-Húngaro na Europa, com o objetivo de enfraquecer a economia e o esforço de guerra do Império Otomano. A crise foi agravada por Ahmed Djemal, comandante do Quarto Exército Otomano, que impediu deliberadamente que as plantações da vizinha Síria chegassem ao Monte Líbano em resposta ao bloqueio entente. Além disso, um enxame de gafanhotos devastou as colheitas remanescentes, agravando a fome, que levou à morte de uma parcela significativa da população do Mutasarrifado do Monte Líbano, uma subdivisão semiautônoma do Império Otomano e precursora do atual Líbano. O Monte Líbano otomano registrou a maior taxa de mortalidade per capita entre os territórios delimitados durante a Primeira Guerra Mundial.
Outras regiões que hoje fazem parte do Líbano também sofreram com a fome, segundo diversas fontes. No entanto, devido à escassez de documentação, o número de vítimas nesses locais não foi registrado. Algumas das áreas afetadas sem registros detalhados incluem Tiro, Zahle, Akkar e Bint Jbeil.

## Histórico
O Mutasarrifado do Monte Líbano era uma das três entidades que compunham a Grande Síria, ou Bilad al-Sham, sob controle otomano, juntamente com os Vilayetes da Síria e de Beirute. A economia do Monte Líbano dependia fortemente da sericultura; a seda bruta era processada em teares e os produtos acabados eram exportados para o mercado europeu. Em 1914, a sericultura representava 32,9% da renda da região, enquanto 45,6% da economia dependia de remessas enviadas pela diáspora nas Américas, tornando-as a principal fonte de receita no início da guerra.

### Causas
A fome não se caracteriza apenas pela escassez de alimentos, mas também pela dificuldade de acesso a eles. Diversos fatores contribuíram para agravar a escassez preexistente, intensificada pela Primeira Guerra Mundial.

#### Pressão
A pressão sobre uma comunidade ocorre quando fatores externos agravam uma escassez contínua de alimentos. No caso do Monte Líbano, o impacto da Primeira Guerra Mundial desempenhou um papel central nesse processo. O esforço de guerra otomano priorizava o abastecimento das tropas na linha de frente, especialmente em um momento em que o império enfrentava dificuldades crescentes. Além disso, o bloqueio naval imposto pela Entente prejudicou ainda mais a economia local.
O deslocamento das tropas otomanas para a linha de frente após a campanha do Canal de Suez, em 1915, causou um gargalo no sistema de transporte da Grande Síria. Apesar da disponibilidade de grãos e trigo em Damasco, a elevação dos custos de transporte tornou a distribuição para a região montanhosa do Monte Líbano extremamente difícil. O aluguel de um vagão de trem, por exemplo, triplicou de preço. Além disso, a requisição otomana de animais de carga limitou ainda mais a capacidade de transportar suprimentos para a região.

#### Retenção
A retenção em um cenário de fome ocorre quando fatores prolongam uma crise sem que haja alívio significativo.
A capacidade do Monte Líbano de exportar seda – um dos pilares da economia local – foi severamente afetada pelas alianças militares do Império Otomano e pelo bloqueio imposto pela Entente. A aliança otomana com as Potências Centrais levou os países da Entente a interromperem as rotas comerciais internacionais, dificultando o fornecimento de bens ao império. Esse bloqueio restringiu o envio de remessas financeiras à região, agravando o impacto econômico e contribuindo para o aumento dos preços dos alimentos, que já estavam mais escassos.
A situação foi intensificada por fatores ambientais, como baixos índices pluviométricos e uma infestação recorde de gafanhotos, que destruíram as plantações remanescentes e agravaram ainda mais a crise alimentar.
O cultivo agrícola já era desafiador no terreno montanhoso do Monte Líbano, tornando a região dependente da importação de alimentos do Vale do Bekaa e da Síria. Para mitigar os efeitos do bloqueio entente, os otomanos adotaram uma política rigorosa de requisição de suprimentos, priorizando o abastecimento do exército. Além disso, Jamal Pasha, comandante do Quarto Exército Otomano na Síria, impôs restrições à entrada de alimentos no Monte Líbano, exacerbando ainda mais a fome na região.

#### Dinâmica de autorreforço
A dificuldade de acesso a suprimentos alimentares, que já eram escassos, foi agravada por um mercado negro controlado por comerciantes influentes. O comércio clandestino de grãos se tornou um exemplo da dinâmica de autorreforço, em que indivíduos respondiam à crise alimentar de maneira a perpetuá-la. Muitos comerciantes retinham estrategicamente estoques de grãos e trigo por semanas para elevar os preços antes de liberá-los no mercado. Embora a prefeitura de Beirute tenha tentado implementar medidas contra esse comércio ilegal, as ações não tiveram êxito.
A politização da ajuda humanitária foi outro fator que contribuiu para a crise. Em áreas urbanas como Beirute, a American University (anteriormente chamada de Syrian Protestant College) distribuía assistência com base em critérios de “dignidade” religiosa e moral. Os Estados Unidos enviaram ajuda humanitária por meio do navio USS Caesar, conhecido como “navio de Natal”, em um esforço para romper o bloqueio imposto pela Entente. No entanto, a embarcação foi interceptada no porto de Jaffa, na atual Israel, e os suprimentos nunca chegaram ao Monte Líbano, onde deveriam ser distribuídos após o desembarque em Beirute.
A crise alimentar atingiu níveis extremos, e relatos indicam que o canibalismo se tornou um fenômeno comum, especialmente entre pais que, em desespero, recorriam a essa prática. Os fatores acima mencionados contribuíram para a intensificação da insegurança alimentar, culminando na eclosão da fome.

#### Colapso e Reequilíbrio
O reequilíbrio ocorre quando um ou mais aspectos de um sistema entram em colapso, permitindo a estabilização do suprimento de alimentos e, consequentemente, o fim da fome.
No Monte Líbano, o desfecho da fome coincidiu com o fim da Primeira Guerra Mundial, em 1918, o colapso do Império Otomano e a chegada das forças francesas e britânicas à região. No entanto, a situação só começou a se normalizar no ano seguinte.

Nesse contexto, a criação do Grande Líbano (Le Grand Liban) sob administração francesa apresentou um paradoxo:
A transição do domínio otomano para o francês esteve diretamente relacionada à capacidade da França de impor um bloqueio durante a guerra e, posteriormente, enviar navios carregados de grãos para aliviar a crise alimentar que sua própria marinha havia contribuído para agravar.

## Primeira escassez de grãos
O Império Otomano aliou-se às Potências Centrais na Primeira Guerra Mundial em 28 de outubro de 1914. O governo otomano requisitou todos os serviços ferroviários do império para uso militar, interrompendo o transporte de colheitas para diversas regiões. Uma das primeiras cidades afetadas pela escassez de grãos foi Beirute. Em 13 de novembro de 1914, apenas duas semanas após a entrada do Império Otomano na guerra, um grupo de cidadãos dirigiu-se à prefeitura de Beirute para alertar o conselho municipal sobre a grave escassez de trigo e farinha na cidade. Os vagões de trem que regularmente transportavam grãos de Aleppo não haviam chegado, e as padarias estavam sem estoques. Em meio à tensão, multidões saquearam as padarias, levando as poucas reservas de farinha e grãos disponíveis.
O conselho municipal enviou uma mensagem ao então governador de Beirute, Vali Bekir Sami Kunduh [en], que solicitou provisões ao governador do Vilayete de Aleppo [en] e pediu às autoridades otomanas que priorizassem o envio de grãos para Beirute. No entanto, garantir o transporte por trem tornou-se um desafio, pois era necessário pagar altos subornos a comandantes militares e autoridades ferroviárias. Com a elevação dos preços dos grãos, o presidente do conselho municipal de Beirute, Ahmad Mukhtar Beyhum, decidiu intervir diretamente para solucionar os problemas no fornecimento.
Em 14 de novembro de 1914, Beyhum viajou para Aleppo, onde negociou com as autoridades e conseguiu assegurar vagões de carga com grãos do Quarto Exército Otomano. O pagamento pelo trigo foi feito com recursos do tesouro municipal. As remessas de grãos chegaram a Beirute em 19 de novembro de 1914, trazendo alívio temporário para a população. No entanto, a crise continuaria a se agravar, e tanto os relatórios de oficiais otomanos quanto a correspondência do Syrian Protestant College indicavam que a escassez de alimentos se tornaria um problema recorrente a partir de novembro.

## Impacto
A desnutrição e a fome tornaram a população vulnerável à disseminação de doenças em um período de intensa agitação social. Malária, tifo e infestações por piolhos se espalharam rapidamente entre uma população cada vez mais suscetível. A situação foi agravada pelo deslocamento de tropas pelo território, que enfrentavam um risco maior de morte por doenças do que por ferimentos em combate.
Estima-se que cerca de 200.000 pessoas tenham morrido de fome em um momento em que a população do Monte Líbano era de aproximadamente 400.000 habitantes. A fome na região resultou em uma das maiores taxas de mortalidade entre civis durante a Primeira Guerra Mundial, assim como os massacres de populações armênias, assírias e gregas na Anatólia, na Alta Mesopotâmia e na região da Úrmia, no Irã, perpetrados pelo Império Otomano e por milícias curdas. Relatos da época indicam que corpos se acumulavam nas ruas e que pessoas recorriam ao consumo de animais de rua. Há registros que sugerem casos de canibalismo.

Foram estabelecidas cozinhas comunitárias, mas seu impacto no alívio da fome foi limitado. A comunidade libanesa no Egito [en] financiou o envio de suprimentos para o território libanês por meio da ilha de Arwad. Essa assistência foi entregue ao Patriarcado Maronita, que a distribuiu à população por meio de seus conventos. Apesar das condições extremas, o Patriarca Maronita Elias Peter Hoayek [en] acolheu refugiados armênios que fugiam dos massacres, recebendo-os com a frase:
O pedaço de pão que temos, nós o compartilharemos com nossos irmãos armênios.
Nos Estados Unidos, o Comitê de Ajuda à Síria e ao Monte Líbano [en] foi formado em junho de 1916, sob a presidência de Najib Maalouf e a vice-presidência de Ameen Rihani [en], com o objetivo de prestar assistência à população afetada pela fome.

## Memoriais

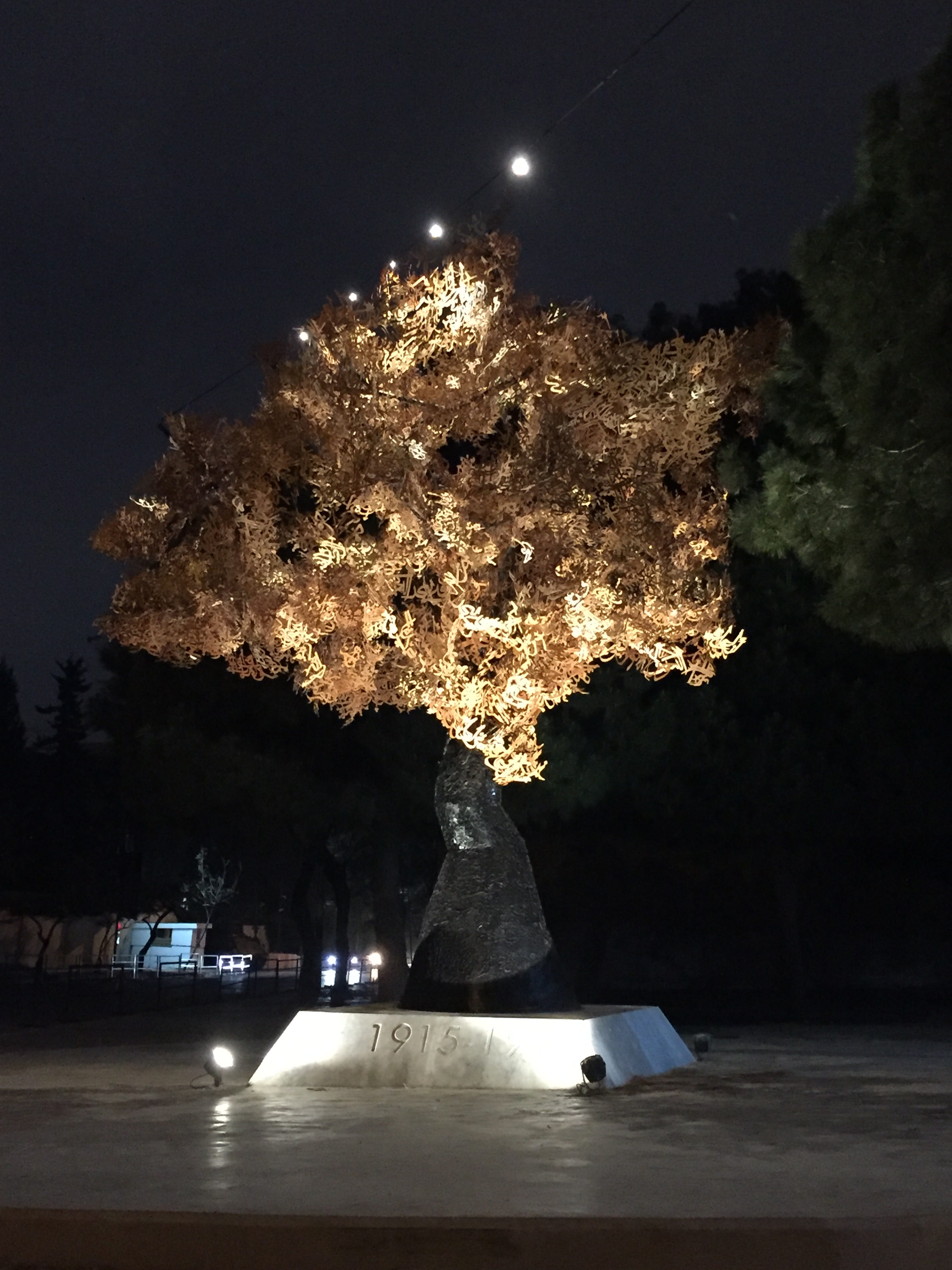
Memorial da Grande Fome em Beirute.